# Japan Soccer League 1982
La stagione 1982 è stata la diciottesima edizione della Japan Soccer League, massimo livello del campionato giapponese di calcio.

## Avvenimenti

### Antefatti
Il precampionato vide l'introduzione di nuove norme in materia di gestione dei club: l'adozione di una quota di iscrizione al campionato uniforme per tutte le squadre e l'obbligo di ciascuna società a pagarsi le trasferte avvicinarono la Japan Soccer League verso un modello calcistico più simile a quello occidentale, con le squadre costrette a ricorrere a delle particolari strategie (tra cui il marketing) per guadagnare maggiori introiti. Per quanto riguarda i movimenti di giocatori e allenatori non vi furono significativi cambiamenti: mentre lo Yomiuri mantenne invariato il proprio organico e il Fujita Kogyo lasciò liberi tutti gli stranieri confermando il solo João Dickson Carvalho, Mitsubishi Heavy Industries e Furukawa Electric integrarono nella propria rosa nuovi elementi in alcuni settori di gioco, con alcuni dei quali che si riveleranno di primaria importanza per la costruzione del gioco.

### Il campionato
L'inizio del torneo fu stabilito, per entrambe le divisioni, il 4 aprile 1982: mentre in seconda divisione, la classifica fu sin dall'inizio dominata dal retrocesso Yamaha Motors (che al termine del campionato si classificherà primo, ottenendo la promozione diretta) e dal Toshiba con il Sumitomo Metals a seguire, nel primo raggruppamento si formò subito un consistente gruppo di concorrenti nella lotta al titolo con lo Yanmar Diesel a tenervi testa malgrado alcuni risultati negativi conseguiti negli scontri diretti. Concluso il girone di andata (la cui ultima gara fu disputata il 24 maggio) in testa, dopo il 3 settembre (data di inizio delle gare del girone di ritorno) lo Yanmar Diesel (privato del proprio bomber Kunishige Kamamoto, che durante l'incontro d'andata col Mazda subì un infortunio al tendine d'Achille) subì il sorpasso delle avversarie: in particolare Mitsubishi Heavy Industries e Furukawa Electric proseguirono a braccetto sino all'ultima giornata, programmata per il 31 ottobre: la vittoria per 5-1 un Hitachi privo di obiettivi da raggiungere, lanciò il Mitsubishi Heavy Industries verso il suo quarto titolo, data la contemporanea sconfitta dell'avversaria contro un Honda Motor in cerca di punti salvezza.
Nonostante la vittoria di prestigio l'Honda Motor, calato alla distanza dopo un buon inizio di campionato che l'aveva portato a candidarsi tra le possibili pretendenti al titolo, non poté evitare i playoff promozione-salvezza contro il Toshiba a causa della peggior differenza reti nei confronti del Nissan Motors: ottenendo due secche vittorie, la squadra si salvò proprio come il Saitama Teachers in seconda divisione, costretto a disputare il playoff interdivisionale con il Seino. Nippon Kokan e Teijin ottennero, rispettivamente, la retrocessione diretta in seconda divisione e nelle leghe regionali.

## Squadre partecipanti

### Profili
Division 1
| Club partecipanti | Club partecipanti | Città     | Stagione 1981                   |
| ----------------- | ----------------- | --------- | ------------------------------- |
| Fujita Kogyo      | dettagli          | Tokyo     | Campione del Giappone           |
| Furukawa Electric | dettagli          | Yokohama  | 5° in JSL Division 1            |
| Hitachi           | dettagli          | Koganei   | 7° in JSL Division 1            |
| Honda Motor       | dettagli          | Hamamatsu | 6° in JSL Division 1            |
| Mazda             | dettagli          | Hiroshima | 8° in JSL Division 1            |
| Mitsubishi HI     | dettagli          | Tokyo     | 3° in JSL Division 1            |
| Nippon Kokan      | dettagli          | Kawasaki  | 1° in JSL Division 2 (promosso) |
| Nissan Motors     | dettagli          | Yokohama  | 2° in JSL Division 2 (promosso) |
| Yanmar Diesel     | dettagli          | Osaka     | 4° in JSL Division 1            |
| Yomiuri           | dettagli          | Tokyo     | 2° in JSL Division 1            |

Division 2
| Club partecipanti | Club partecipanti | Città      | Stagione 1981                       |
| ----------------- | ----------------- | ---------- | ----------------------------------- |
| Fujitsu           | dettagli          | Kawasaki   | 5° in JSL Division 2                |
| Kofu Club         | dettagli          | Kōfu       | 9° in JSL Division 2                |
| Nippon Steel      | dettagli          | Kitakyūshū | 9° in JSL Division 1 (retrocesso)   |
| Saitama Teachers  | dettagli          | Saitama    | 1° nei playoff regionali (promosso) |
| Sumitomo Metals   | dettagli          | Kashima    | 7° in JSL Division 2                |
| Tanabe Pharma     | dettagli          | Osaka      | 4° in JSL Division 2                |
| Teijin            | dettagli          | Matsuyama  | 8° in JSL Division 2                |
| Toshiba           | dettagli          | Kawasaki   | 3° in JSL Division 2                |
| Toyota Motors     | dettagli          | Susono     | 6° in JSL Division 2                |
| Yamaha Motors     | dettagli          | Iwata      | 10° in JSL Division 1 (retrocesso)  |

### Allenatori
Division 1
| Club              | Allenatore          |
| ----------------- | ------------------- |
| Fujita Kogyo      | Tsutomu Nakamura    |
| Furukawa Electric | Masao Uchino        |
| Hitachi           | Yoshiki Nakamura    |
| Honda Motor       | Katsuyoshi Kuwahara |
| Mazda             | Teruo Nimura        |
| Mitsubishi HI     | Kenzō Yokoyama      |
| Nippon Kokan      | Susumi Chida        |
| Nissan Motors     | Shū Kamo            |
| Yanmar Diesel     | Kunishige Kamamoto  |
| Yomiuri           | Ryōichi Aikawa      |

Division 2
| Club             | Allenatore       |
| ---------------- | ---------------- |
| Fujitsu          | Mitsuo Fuke      |
| Kofu Club        | Kenji Tahara     |
| Nippon Steel     | Hisao Kami       |
| Saitama Teachers | Munehiro Shibata |
| Sumitomo Metals  | Shinji Nakamura  |
| Tanabe Pharma    | Yoshiyuki Ogino  |
| Teijin           | Sconosciuto      |
| Toshiba          | Tadao Ōnishi     |
| Toyota Motors    | Kenji Soga       |
| Yamaha Motors    | Ryūichi Sugiyama |

## Classifiche finali

### JSL Division 1
|                     | Pos. | Squadra           | Pt | G  | V  | N | P | GF | GS | DR  |
| ------------------- | ---- | ----------------- | -- | -- | -- | - | - | -- | -- | --- |
| Giappone (bandiera) | 1.   | Mitsubishi HI     | 23 | 18 | 10 | 3 | 5 | 27 | 16 | +11 |
|                     | 2.   | Yanmar Diesel     | 22 | 18 | 9  | 4 | 5 | 25 | 17 | +8  |
|                     | 3.   | Furukawa Electric | 21 | 18 | 8  | 5 | 5 | 25 | 19 | +6  |
|                     | 4.   | Fujita Kogyo      | 20 | 18 | 8  | 4 | 6 | 26 | 21 | +5  |
|                     | 5.   | Yomiuri           | 19 | 18 | 8  | 3 | 7 | 23 | 18 | +5  |
|                     | 6.   | Hitachi           | 19 | 18 | 8  | 3 | 7 | 29 | 27 | +2  |
|                     | 7.   | Mazda             | 17 | 18 | 4  | 9 | 5 | 16 | 20 | -4  |
|                     | 8.   | Nissan Motors     | 14 | 18 | 5  | 4 | 9 | 12 | 24 | -10 |
|                     | 9.   | Honda Motor       | 14 | 18 | 4  | 6 | 8 | 17 | 29 | -12 |
|                     | 10.  | Nippon Kokan      | 11 | 18 | 1  | 9 | 8 | 12 | 23 | -11 |

Legenda:

      Campione del Giappone

      Retrocessa in Japan Soccer League Division 2 1983

Note:
Due punti a vittoria, uno a pareggio, zero a sconfitta.

### JSL Division 2
|  | Pos. | Squadra          | Pt | G  | V  | N | P  | GF | GS | DR  |
|  | ---- | ---------------- | -- | -- | -- | - | -- | -- | -- | --- |
|  | 1.   | Yamaha Motors    | 29 | 18 | 12 | 5 | 1  | 35 | 11 | +24 |
|  | 2.   | Toshiba          | 26 | 18 | 12 | 2 | 4  | 39 | 16 | +23 |
|  | 3.   | Sumitomo Metals  | 25 | 18 | 11 | 3 | 4  | 32 | 18 | +14 |
|  | 4.   | Tanabe Pharma    | 22 | 18 | 10 | 2 | 6  | 27 | 16 | +11 |
|  | 5.   | Nippon Steel     | 19 | 18 | 8  | 3 | 7  | 24 | 21 | +3  |
|  | 6.   | Toyota Motors    | 14 | 18 | 6  | 2 | 10 | 19 | 26 | -7  |
|  | 7.   | Fujitsu          | 13 | 18 | 4  | 5 | 9  | 16 | 26 | -10 |
|  | 8.   | Kofu Club        | 12 | 18 | 4  | 4 | 10 | 15 | 23 | -8  |
|  | 9.   | Saitama Teachers | 11 | 18 | 4  | 3 | 11 | 14 | 38 | -24 |
|  | 10.  | Teijin           | 9  | 18 | 3  | 3 | 12 | 17 | 43 | -26 |

Legenda:

      Promossa in Japan Soccer League Division 1 1983

      Retrocessa nei campionati regionali

Note:
Due punti a vittoria, uno a pareggio, zero a sconfitta.

## Risultati

### Tabellone
Division 1
|                   | MHI  | Yan  | Fur  | Fuk  | Yom  | Hit  | Maz  | Nis  | Hon  | Nkk  |
| ----------------- | ---- | ---- | ---- | ---- | ---- | ---- | ---- | ---- | ---- | ---- |
| Mitsubishi HI     | –––– | 0-0  | 1-2  | 2-1  | 1-1  | 1-2  | 0-0  | 2-3  | 1-0  | 2-0  |
| Yanmar Diesel     | 0-2  | –––– | 1-1  | 0-1  | 0-3  | 2-1  | 3-0  | 1-0  | 1-0  | 4-1  |
| Furukawa Electric | 0-1  | 2-0  | –––– | 0-2  | 2-1  | 1-2  | 1-1  | 5-1  | 4-2  | 1-1  |
| Fujita Kogyo      | 2-4  | 0-3  | 0-0  | –––– | 0-1  | 1-3  | 1-1  | 1-1  | 0-0  | 2-1  |
| Yomiuri           | 1-0  | 0-1  | 2-0  | 0-2  | –––– | 0-1  | 3-1  | 2-1  | 2-2  | 1-1  |
| Hitachi           | 1-5  | 3-2  | 1-2  | 2-3  | 2-1  | –––– | 1-2  | 1-2  | 3-0  | 1-1  |
| Mazda             | 1-2  | 0-2  | 0-0  | 0-1  | 1-3  | 0-2  | –––– | 1-1  | 1-1  | 1-1  |
| Nissan Motors     | 1-0  | 0-0  | 0-1  | 2-1  | 0-1  | 1-3  | 0-2  | –––– | 1-0  | 0-2  |
| Honda Motor       | 0-1  | 2-2  | 2-1  | 1-7  | 2-1  | 2-1  | 1-2  | 1-0  | –––– | 1-1  |
| Nippon Kokan      | 1-2  | 1-3  | 1-2  | 0-1  | 0-2  | 0-0  | 0-0  | 0-0  | 0-0  | –––– |

Division 2
|                  | Yam  | Tos  | Sum  | Tan  | Nip  | Tom  | Fuj  | Kof  | Sai  | Tei  |
| ---------------- | ---- | ---- | ---- | ---- | ---- | ---- | ---- | ---- | ---- | ---- |
| Yamaha Motors    | –––– | 1-0  | 2-1  | 3-0  | 1-1  | 1-0  | 2-0  | 2-2  | 1-1  | 2-1  |
| Toshiba          | 0-0  | –––– | 3-1  | 1-2  | 0-1  | 2-1  | 3-0  | 4-0  | 2-0  | 2-1  |
| Sumitomo Metals  | 1-0  | 2-2  | –––– | 0-2  | 2-1  | 0-1  | 1-0  | 1-0  | 3-1  | 5-1  |
| Tanabe Pharma    | 1-2  | 2-1  | 1-0  | –––– | 2-0  | 1-1  | 1-2  | 0-0  | 2-0  | 5-1  |
| Nippon Steel     | 0-3  | 1-2  | 2-2  | 2-1  | –––– | 1-0  | 3-0  | 0-0  | 0-2  | 4-1  |
| Toyota Motors    | 0-3  | 1-3  | 2-3  | 0-2  | 3-1  | –––– | 2-4  | 0-1  | 0-2  | 2-1  |
| Fujitsu          | 2-3  | 1-2  | 0-1  | 0-2  | 1-3  | 0-0  | –––– | 0-0  | 3-1  | 0-0  |
| Kofu Club        | 1-4  | 0-1  | 0-2  | 1-0  | 0-1  | 0-1  | 0-1  | –––– | 1-2  | 0-2  |
| Saitama Teachers | 0-4  | 1-3  | 1-4  | 0-2  | 0-3  | 1-4  | 0-0  | 0-5  | –––– | 2-1  |
| Teijin           | 0-2  | 1-8  | 0-3  | 2-1  | 1-0  | 0-1  | 2-2  | 2-4  | 0-0  | –––– |

### Spareggi promozione/salvezza
|             |     |             | Città e data               |
| ----------- | --- | ----------- | -------------------------- |
| Honda Motor | 2-1 | Toshiba     | Hamamatsu, 7 novembre 1982 |
|             |     |             |                            |
| Toshiba     | 0-3 | Honda Motor | Kawasaki, 12 novembre 1982 |

### Play-off interdivisionali
|                  |     |                  | Città e data            |
| ---------------- | --- | ---------------- | ----------------------- |
| Saitama Teachers | 0-0 | Seino            | Omiya, 6 novembre 1982  |
|                  |     |                  |                         |
| Seino            | 1-3 | Saitama Teachers | Ōgaki, 14 novembre 1982 |

## Statistiche

### Rendimento andata-ritorno
| Andata            | Andata | Ritorno           | Ritorno |
|                   |        |                   |         |
| Yanmar Diesel     | 11     | Mitsubishi HI     | 14      |
| Furukawa Electric | 10     | Fujita Kogyo      | 14      |
| Yomiuri           | 10     | Hitachi           | 12      |
| Honda Motor       | 10     | Mazda             | 12      |
| Mitsubishi HI     | 9      | Yanmar Diesel     | 11      |
| Mazda             | 7      | Furukawa Electric | 11      |
| Hitachi           | 7      | Honda Motor       | 9       |
| Nissan Motors     | 7      | Yomiuri           | 9       |
| Fujita Kogyo      | 6      | Nippon Kokan      | 7       |
| Nippon Kokan      | 4      | Nissan Motors     | 7       |

| Andata           | Andata | Ritorno          | Ritorno |
|                  |        |                  |         |
| Yamaha Motors    | 14     | Yamaha Motors    | 15      |
| Toshiba          | 16     | Sumitomo Metals  | 12      |
| Sumitomo Metals  | 13     | Toshiba          | 10      |
| Tanabe Pharma    | 12     | Tanabe Pharma    | 10      |
| Nippon Steel     | 10     | Toyota Motors    | 10      |
| Fujitsu          | 5      | Kofu Club        | 10      |
| Toyota Motors    | 4      | Nippon Steel     | 9       |
| Teijin           | 4      | Fujitsu          | 8       |
| Saitama Teachers | 3      | Saitama Teachers | 8       |
| Kofu Club        | 2      | Teijin           | 5       |

### Primati stagionali
| Record della Division 1 - Maggior numero di vittorie: Mitsubishi HI (10) - Minor numero di sconfitte: Mitsubishi HI, Yanmar Diesel, Furukawa Electric e Mazda (5) - Miglior attacco: Hitachi (29) - Miglior difesa: Mitsubishi HI. (16) - Miglior differenza reti: Mitsubishi HI (+11) - Maggior numero di pareggi: Mazda e Nippon Kokan (9) - Minor numero di pareggi: Mitsubishi HI., Yomiuri e Hitachi (3) - Maggior numero di sconfitte': Nissan Motors (9) - Minor numero di vittorie: Nippon Kokan (1) - Peggior attacco: Nissan Motors e Nippon Kokan (12) - Peggior difesa: Honda Motor (29) - Peggior differenza reti: Honda Motor (-12) | Record della Division 2 - Maggior numero di vittorie: Yamaha Motors e Toshiba (12) - Minor numero di sconfitte: Yamaha Motors (1) - Miglior attacco: Toshiba (39) - Miglior difesa: Yamaha Motors (11) - Miglior differenza reti: Yamaha Motors (+24) - Maggior numero di pareggi: Yamaha Motors e Fujitsu (5) - Minor numero di pareggi: Toshiba, Tanabe Pharma e Toyota Motors (2) - Maggior numero di sconfitte: Teijin (12) - Minor numero di vittorie: Teijin (3) - Peggior attacco: Saitama Teachers (14) - Peggior difesa: Teijin (43) - Peggior differenza reti: Teijin (-26) |

### Classifica marcatori
| Gol |  |  | Giocatore             | Squadra           |
| --- |  |  | --------------------- | ----------------- |
| 13  |  |  | Hiroyuki Usui         | Hitachi           |
| 10  |  |  | Haruhisa Hasegawa     | Yanmar Diesel     |
| 9   |  |  | João Dickson Carvalho | Fujita Kogyo      |
| 8   |  |  | Kazuo Ozaki           | Mitsubishi HI     |
| 7   |  |  | Hiroshi Yoshida       | Furukawa Electric |
| 7   |  |  | Hideki Maeda          | Furukawa Electric |
| 7   |  |  | Hiromi Hara           | Mitsubishi HI     |
| 7   |  |  | Yoshiharu Horii       | Yanmar Diesel     |

| Gol |  |  | Giocatore      | Squadra |
| --- |  |  | -------------- | ------- |
| 11  |  |  | Kazutaka Oishi | Toshiba |